# 앨버트 루툴리

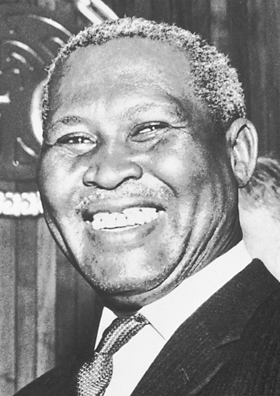
앨버트 루툴리

앨버트 루툴리(Albert Lutuli, 1898년경 ~ 1967년 7월 21일)는 남아프리카 공화국의 정치인이자 교사로, 1952년부터 1967년까지 아프리카 민족회의 의장을 지내는 동안 당시 남아프리카 공화국의 소수 백인 정권에 대한 반대 운동을 전개했으며 1960년 아프리카 민족 회의의 발전과 아파르트헤이트 반대 운동을 주도한 공로로 노벨 평화상을 수상했다.
1898년경 남로디지아에서 제7일 안식일 예수 재림교회 선교사 존 버니언 루툴리(John Bunyan Lutuli)와 음토냐 구메데(Mtonya Gumede)의 셋째 아들로 태어났다. 아버지가 죽은 이후 그와 그의 어머니는 남아프리카 공화국 콰줄루나탈 주에 있는 마을인 그로트빌(Groutville)에서 마틴 루툴리(Martin Luthuli)와 함께 살았다.
그는 감리교 교회에서 세례를 받았으며 1920년 정부에서 받은 장학금으로 애덤스 대학에서 고도의 교원 양성 학교 스탭으로 참가했는데, 당시 애덤스 대학 총장이던 Z. K. 매슈즈(Z.K. Mathews)가 그를 가르쳤다. 그의 어머니가 애덤스 대학과 금전적인 협력을 했기 때문에 포트헤어 대학교로부터 장학금 지급을 거절당했다. 1928년 아프리카 교원 협회 서기관에 올랐으며 1933년에는 회장에 오르게 된다. 그는 선교사로도 일했다.
1933년 부족장이 그에게 부족장을 맡아줄 것을 제안했다. 그는 이 제안을 받아들일 지를 놓고 2년 동안 망설이다가 1936년 초에 이 제안을 받아들였고 1952년 정부에 의해 폐지될 때까지 부족장을 지냈다.
1944년에는 아프리카 민족회의에 참가했으며 1945년에는 콰줄루나탈 주 위원회 위원, 1951년에는 위원장으로 선출되었다. 1952년에는 다른 아프리카 민족 회의 위원장들과 함께 당시 정부에서 만든 흑인 차별 법률을 비폭력인 방법으로 무시하자는 내용의 캠페인을 벌였고 그 해에 아프리카 민족 회의 의장으로 취임했다. 1956년 아프리카 민족 회의는 "자유 헌장"을 제정했고 그는 1960년 노벨 평화상을 수상하게 된다. 그러나 1967년 7월 자택 근처에서 당한 사고로 치명적인 상처를 입었고 그로 인해 사망하고 만다.